# Carl Müller (litograf)
Carl Frederik Müller (ca. 1812 – 18. maj 1848 i København) var en dansk litograf.
Han var udlært som litograf i Tyskland og indvandrede i begyndelsen af 1840'erne til Danmark på opfordring af den norske maler J.C. Dahl, der kendte ham fra Dresden. Han arbejdede her hos Em. Bærentzen & Co., hvor han traf Adolph Kittendorff og I.W. Tegner. Disse tre dygtige unge mennesker besluttede at købe Brdr. Berlings litografiske Institut, en plan der dog aldrig blev til virkelighed på grund af Müllers tidlige død.
Han døde ugift og er begravet på Assistens Kirkegård.

## Værker
- Marcus Gjøe Rosenkrantz (Den Kongelige Kobberstiksamling)
- Elisabeth Henriette Bruun de Neergaard (Den Kongelige Kobberstiksamling)
- Johann Wolfgang von Goethe (efter 1817, Thorvaldsens Museum)
- Københavnske prospekter (serie udgivet af Em. Bærentzen med fransk og dansk tekst)